# 임기홍
임기홍(1975년 11월 16일 ~ )은 대한민국의 배우이다.

## 출연 작품

### 영화
- 《행복의 나라》 (2024년)
- 《우리는 형제입니다》 (2014년) - 맥아더 역
- 《내 깡패 같은 애인》 (2010년) - 기호 역
- 《시크릿》 (2009년) - 형사 1 역

### 드라마
- 《경성크리처 시즌 2》 (2024년, Netflix) - 화교 왕 씨 역 (특별출연)
- 《종말의 바보》 (2024년, Netflix) - 수상뱅커업자 역
- 《경성크리처》 (2023년, Netflix) - 화교 왕 씨 역 (특별출연)
- 《구미호뎐 1938》 (2023년, tvN) - 오도전륜대왕 역
- 《더 패뷸러스》 (2022년, Netflix)
- 《안나라수마나라》 (2022년, Netflix) - 담임선생님 역
- 《사내 맞선》 (2022년, SBS) - 계빈 역
- 《배드 앤 크레이지》 (2021년, tvN) - 도유곤 역
- 《조선구마사》 (2021년, SBS) - 창대 역
- 《구미호뎐》 (2020년, tvN) - 점쟁이 역 (특별출연)
- 《청춘기록》 (2020년, tvN) - 양무진 역
- 〈인간수업〉 (2020년, 넷플릭스) - 류대열 역
- 《빅 포레스트》 (2018년, tvN)
- 《무법 변호사》 (2018년, tvN) - 금강 역
- 《비밀의 숲》 (2017년, tvN)
- 《별순검 시즌2》 (2008년, MBC Every1)

### 뮤지컬
- 《팬텀》 (2021년) - 숄레 역
- 《시라노》 (2017년) - 라그노 역
- 《보디가드》 (2016년) - 스펙터 역
- 《레미제라블》 (2016년) - 떼나르디에 역
- 《사랑은 비를 타고》 (2015년) - 정동욱 역
- 《완전보험주식회사》 (2014년) - 장동빈 역
- 《문나이트》 (2014년)
- 《디셈버》 (2013년) - 성태 역
- 《살짜기 옵서예》 (2013년) - 방자 역
- 《심야식당》 (2012년) - 코스즈 역
- 《번지점프를 하다》 (2012년) - 대근 역
- 《막돼먹은 영애씨》 (2012년) - 박과장 역
- 《톡식히어로》 (2010년) - 블랙듀드 역
- 《웨잇 포 유》 (2010년) - 외다수 역
- 《금발이 너무해》 (2010년) - 듀이 등 멀티 역
- 《영웅을 기다리며》 (2009년) - 이순신 역
- 《이블데드》 (2008년) - 스캇 역
- 《내 마음의 풍금》 (2008년) - 손정복 역
- 《온에어》 (2008년) - 멀티맨 역
- 《김종욱 찾기》 (2007년) - 멀티맨 역
- 《젊음의 행진》 (2007년) - 형부 역
- 《살인사건》 (2006년) - 출판사편집장 역
- 《달고나》 (2006년) - 삼촌 역
- 《뮤직 인 마이 하트》 (2005년) - 조연 역
- 《홀스또메르》 (2005년)
- 《블루 사이공》 (2005년)
- 《가스펠》 (2005년)
- 《터널》 (2004년) - 꼴통 역
- 《Strider》 (2003년)
- 《페임》 (2003년)
- 《마네킹》 (2003년)
- 《나무를 심은 사람》 (2003년)
- 《송산야화》 (2002년)
- 《명성황후》 (2002년)
- 《흥가와라》 (2001년)

## 수상
- 2011년 제5회 더 뮤지컬 어워즈 남우조연상